# ارمو (دره‌شهر)
ارمو، روستایی در دهستان ارمو بخش مرکزی شهرستان دره‌شهر استان ایلام ایران است....
روستایی ارمو روستایی بزرگ از در دهستان ارمو است.مردم ارمو از ایل  زینی‌وند هستند.

## جمعیت
بر پایه سرشماری عمومی نفوس و مسکن در سال ۱۳۹۵ جمعیت این مکان ۱۲٬۳۸۳ نفر (۱۶۶۵خانوار) بوده‌است.